# Golden (Mississippi)
Golden is een plaats (city) in de Amerikaanse staat Mississippi, en valt bestuurlijk gezien onder Tishomingo County.

## Demografie
Bij de volkstelling in 2006 werd het aantal inwoners vastgesteld op 254.
In 2013 is het aantal inwoners door het United States Census Bureau geschat op eveneens 254, een stijging van 0 (0,0%).

## Geografie
Volgens het United States Census Bureau beslaat de plaats een oppervlakte van
1,5 km², geheel bestaande uit land.

## Plaatsen in de nabije omgeving
De onderstaande figuur toont nabijgelegen plaatsen in een straal van 20 km rond Golden.